# Димитър Попниколов (Бахово)
Вижте пояснителната страница за други личности с името Димитър Попниколов.
Димитър Попниколов, известен като поп Мицо (на гръцки: Παπα-Δημήτριος Παπανικολάου, Παπα-Μήτσος), е гръцки свещеник и революционер, деец на гръцката въоръжена пропаганда в Мъглен от края на XIX и началото на XX век.

## Биография
Роден е в свещеническото семейство на поп Никола в 1874 година в мъгленското село Бахово, тогава в Османската империя. Димитър се включва в борбата на Гръцката организация с ВМОРО. Подпомага местните гръцки дейци Христо Чочо, Никандър Папайоану и Христо Младенов от Габровци. Действа като организатор, курер, водач на чети. При нужда оглавява селската милиция.
Умира в Бахово в 1951 година.